# Otto Dunse
Otto Heinrich Dunse (* 20. November 1889 in Riepen; † 15. März 1969 in Stadthagen) war ein deutscher Politiker (NSDAP).

## Leben
Otto Dunse war bei der Deutschen Reichsbahn tätig und arbeitete seit 1914 als Aushilfsweichensteller am Bahnhof Stadthagen.
Dunse trat zum 1. April 1931 in die NSDAP ein (Mitgliedsnummer 509.743) und wurde 1934 Mitglied der SA. Bei der Landtagswahl im Mai 1931 wurde er als Abgeordneter in den Landtag des Freistaates Schaumburg-Lippe gewählt, dem er bis zu seiner Mandatsniederlegung, die bereits am 14. August 1931 erfolgte, angehörte.
Dunse bestand 1934 die Bahnwärterprüfung und 1937 die Weichenstellerprüfung in Minden sowie die Stellwerksmeisterprüfung in Hannover. Im Mai 1940 erfolgte zunächst seine Versetzung in die Niederlande, später die Versetzung nach Frankreich.